# Koshksaray
Koshksaray (farsi کشکسرای) è una città dello shahrestān di Marand nell'Azarbaijan orientale. 